# Sinophorus brevistylis
Sinophorus brevistylis är en stekelart som beskrevs av Sanborne 1984. Sinophorus brevistylis ingår i släktet Sinophorus och familjen brokparasitsteklar. Inga underarter finns listade i Catalogue of Life.